# القواعد النموذجية الدنيا لإدارة شؤون قضاء الأحداث
قواعد الأمم المتحدة النموذجية الدنيا لإدارة شؤون قضاء الأحداث، والتي يشار إليها غالبًا باسم قواعد بكين، هي قرار صادر عن الجمعية العامة للأمم المتحدة فيما يتعلق بمعاملة السجناء الأحداث والمجرمين في الدول الأعضاء.

## التاريخ
في سبتمبر 1980، عقدت الأمم المتحدة مؤتمرها السادس لمنع الجريمة ومعاملة المجرمين في كاراكاس، فنزويلا. وكانت الأمم المتحدة قد أعلنت عام 1980 "عام الطفل".
قدم داهن باتشلور، الحاصل على شهادة في علم الإجرام والمشارك في المؤتمر، ورقة حول الحاجة إلى قانون حقوق للمجرمين الشباب. وأيد وفد الولايات المتحدة الورقة. تمت صياغة الكثير من السياسة في مؤتمر في بكين، الصين. تم اقتراح الوثيقة في الأصل كوثيقة حقوق للمجرمين الأحداث، ولكن تم تغيير اسمها في النهاية إلى قواعد الأمم المتحدة النموذجية الدنيا لإدارة شؤون قضاء الأحداث.
ثم نوقش المشروع المقترح باستفاضة في المؤتمر السابع للأمم المتحدة لمنع الجريمة ومعاملة المجرمين في ميلانو، إيطاليا، في سبتمبر 1985.
تم اعتماد القرار في 29 نوفمبر 1985 من قبل الجمعية العامة للأمم المتحدة.

## روابط خارجية
- القواعد النموذجية الدنيا لإدارة قضاء الأحداث